# Richard Brancatisano
Richard Peter Brancatisano es un actor y cantante australiano, más conocido por haber interpretado a Xander Bly en la serie Power Rangers Mystic Force.

## Biografía
Richard tiene un hermano mayor y una hermana menor.
Es muy buen amigo del actor Daniel Lissing, quien interpretó a Conrad De Groot en la serie Crownies.
Desde el 2011 sale con la cantante australiana Erin Marshall.

## Carrera
Entre el 2006 y el 2007 interpretó Xander Bly, el Power Ranger Místico Verde en las series Power Rangers Mystic Force y en Power Rangers Operation Overdrive.
También en el 2007 interpretó a Theo Barrett en la exitosa serie australiana Home and Away, Theo llega a la vida de Belle Tyler justo cuando ella se encuentra teniendo problemas románticos, sin embargo poco después la secuestra; esta fue la segunda aparición de Richard en la serie. Previamente en el 2002 apareció en el episodio # 1.5.
En el 2010 apareció de nuevo en la exitosa serie australiana Home and Away, esta vez como personaje recurrente donde interpretó al príncipe Vittorio Seca, el infiel prometido de Bianca Scott, su última aparición fue en el episodio #1.5215, luego de que Bianca lo dejara en el altar después de darse cuenta de quien a realidad amaba era a Liam Murphy.
En el 2011 se unió al elenco de la segunda temporada de la serie The Elephant Princess donde interpretó a Kaleb. Ese mismo año interpretó al criminal Guido Calletti en la serie Underbelly: Razor.
En el 2013 se unió al elenco de la serie médica Reef Doctors donde interpretó al coqueto doctor Rick D'Allessandro, hasta el final de la serie ese mismo año después de que la serie fuera cancelada al finalizar la primera temporada. Ese mismo año apareció como personaje recurrente en la tercera y última temporada de la serie Dance Academy donde interpretó a Rhys O'Leary, un popular actor que visita a la academia.
El 2014 se unió al elenco principal de la nueva serie estadounidense Chasing Life donde interpreta, un periodista de artes del "Boston Post" y el interés romántico de April Carver (Italia Ricci), una joven y ambiciosa reportera cuya vida cambia radicalmente cuando le dicen que tiene cáncer. La serie es una adaptación de la exitosa serie mexicana Terminales.

## Filmografía

### Series de televisión
| Año         | Título                                        | Personaje                      | Notas                                       |
| ----------- | --------------------------------------------- | ------------------------------ | ------------------------------------------- |
| 2023        | The Messenger                                 | Joe                            | Invitado 2 episodios, miniserie de TV       |
| 2022        | The Twelve                                    | Michael Sleiman                | Invitado 2 episodios, miniserie de TV       |
| 2022        | After the Verdict                             | Dom                            | Elenco principal 6 episodios, serie de TV   |
| 2018-2019   | Harrow                                        | Sgt. Gabriel Capello           | Invitado 2 episodios, serie de TV           |
| 2018        | Olivia Newton-John: Hopelessly Devoted to You | Matt Lattanzi                  | Invitado 1 Episodio, miniserie de TV        |
| 2018        | Arrow                                         | Ra's Al Ghul                   | episodio "Starling Crisis"                  |
| 2016        | Struggling Servers                            | Actor                          | episodio "The Coach"                        |
| 2014 - 2015 | Chasing Life                                  | Dominic                        | 34 episodios                                |
| 2013        | Dance Academy                                 | Rhys O'Leary                   | 4 episodios                                 |
| 2013        | Reef Doctors                                  | Dr. Rick D'Allessandro         | 13 episodios                                |
| 2011        | Underbelly: Razor                             | Guido Calletti                 | 11 episodios                                |
| 2011        | The Elephant Princess                         | Kaleb                          | 26 episodios                                |
| 2010        | Home and Away                                 | Vittorio Seca                  | 22 episodios                                |
| 2007        | Power Rangers Operation Overdrive             | Xander Bly/Green Mystic Ranger | 2 episodios: Once a Ranger: Part 1 & Part 2 |
| 2006        | Power Rangers Mystic Force                    | Xander Bly/Green Mystic Ranger | 32 episodios                                |
| 2004        | Double the Fist                               | Gate Terrorist                 | episodio "Terrorism"                        |
| 2003        | White Collar Blue                             | Darcy Worth                    | episodio # 2.2                              |

### Películas
| Año  | Título                  | Personaje   | Notas                                                                                  |
| ---- | ----------------------- | ----------- | -------------------------------------------------------------------------------------- |
| 2022 | Carmen                  | Pablo       | Elenco principal, película                                                             |
| 2015 | Alex & Eve              | Alex        | junto a Ryan O'Kane, Andrea Demetriades, Zoe Carides, Tony Nikolakopoulos y Andy Trieu |
| 2012 | Bait                    | Rory        | junto a Xavier Samuel, Cariba Heine, Lincoln Lewis, Damien Garvey y Phoebe Tonkin      |
| 2012 | Dripping in Chocolate   | Saxon Blake | junto a David Wenham, Louise Lombard y Chelsie Preston Crayford                        |
| 2011 | Things to Do            | Pete        | corto - junto a Josef Ber y Ana Maria Belo                                             |
| 2009 | Cupid                   | Cupid       | corto - junto a Zoe Tuckwell-Smith                                                     |
| 2009 | Whiteline               | Thommo      | corto - junto a Emma Randall                                                           |
| 2006 | This Girl in the Desert | Horned Man  | -                                                                                      |

### Videos musicales
| Año  | Artista   | Canción         | Notas                        |
| ---- | --------- | --------------- | ---------------------------- |
| 2011 | Zoe Badwi | "Carry Me Home" | apareció en el video musical |

### Apariciones
| Año  | Comercial | Aparición               | Notas                               |
| ---- | --------- | ----------------------- | ----------------------------------- |
| 2010 | Budweiser | Miembro de la Audiencia | apareció en el comercial de la FIFA |

### Teatro
| Año  | Obra                    | Personaje        | Teatro |
| ---- | ----------------------- | ---------------- | ------ |
| 2005 | Vin                     | Vin              | -      |
| 2005 | Boyband: The Musical    | Corey            | -      |
| 2004 | The Wind in the Willows | Ratty            | -      |
| 2002 | Hearts and Diamonds     | King of Diamonds | -      |